# 京都府指定・登録文化財一覧

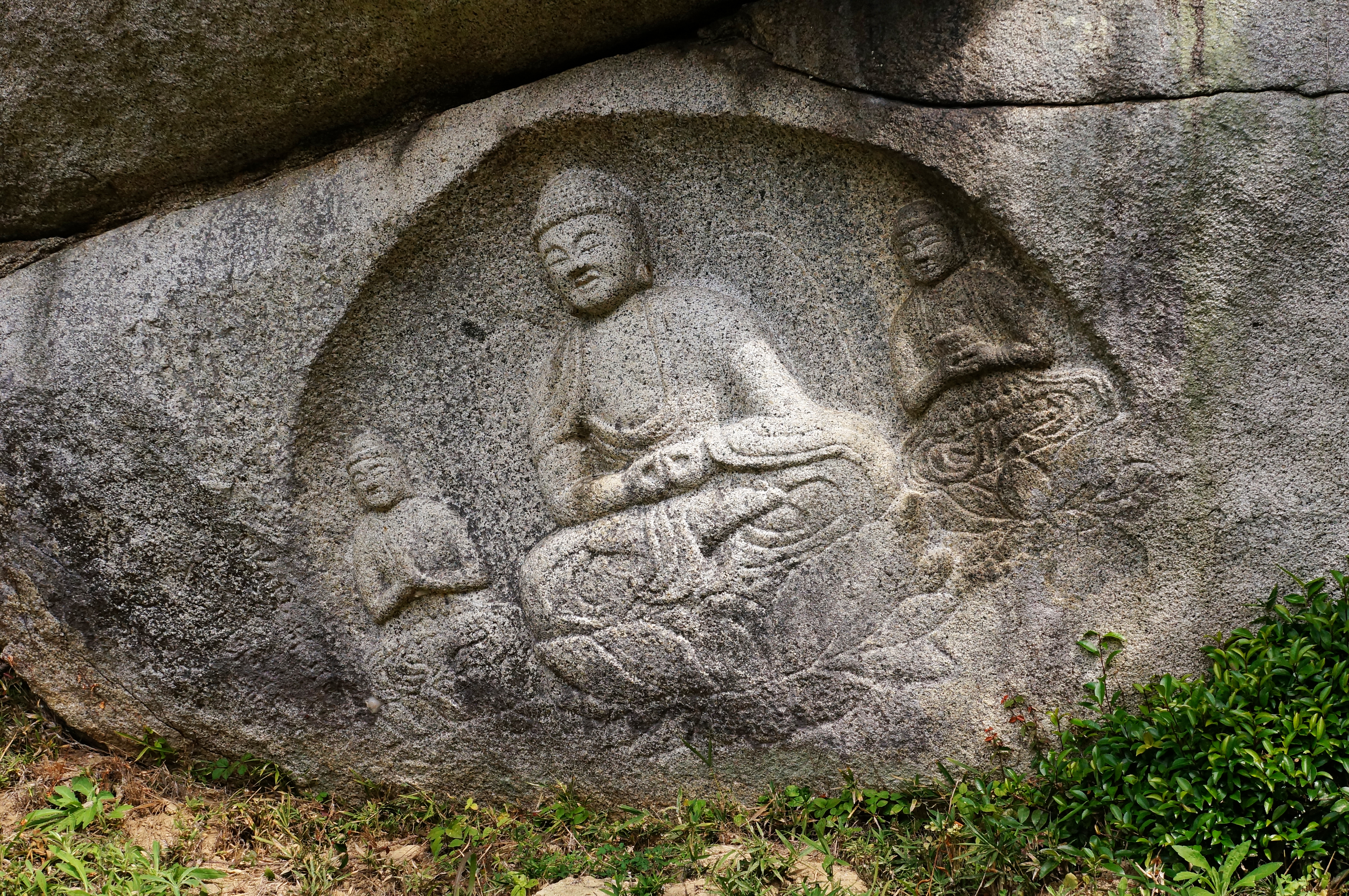
当尾磨崖仏文化財環境保全地区

京都府指定・登録文化財一覧（きょうとふしてい・とうろくぶんかざいいちらん）は京都府指定または登録の文化財や史跡等を一覧形式でまとめたものであるが、全てを掲載しているわけではない。京都府による分類には、このほかに暫定登録文化財と未指定文化財がある。

## 京都府の文化財分類
2017年度（平成29年度）より、新たに府暫定登録文化財の制度ができた。府暫定登録文化財は、文化財を府指定又は登録をした後に文化財を保存するための措置を講じていたのでは、滅失、毀損、その他の事由により文化財としての価値が損なわれるおそれがあると認める指定外文化財を暫定的に府暫定登録文化財に登録される。暫定登録されると、文化財管理者は保存・修理、維持管理、防災資機材などの事業費に補助金を受ける事ができる。

### 制度の概要
- 府指定文化財 - 府にとって重要な文化財
- 府登録文化財 - 府の歴史、文化又は自然を理解し、その地域の特性を考えるために必要な文化財
- 府暫定登録文化財 - 一定の価値を有し、府指定又は府登録の基準を満たす可能性があるもの
- 未指定文化財 - 一定の価値を有し、府指定又は府登録の基準を満たす可能性があるもの

## 有形文化財

### 建造物
- 京都府庁旧本館〔京都市上京区〕
- 禅林寺阿弥陀堂、方丈、勅使門、鐘楼、御廟、中門〔京都市左京区〕
- 高神社 〔綴喜郡井手町〕
- 高倉神社拝殿（旧本殿）〔綾部市〕※平成13年度登録
- 芳春院 - 霊屋（芳春院）、霊屋（瑞龍院）、昭堂（呑湖閣）、打月橋、表門、墓参門〔京都市北区〕※平成13年度指定
- 本法寺〔京都市上京区〕 - 本堂、開山堂、多宝塔、仁王門、鐘楼、経蔵、庫裏、書院、大玄関、唐門、宝蔵、石橋、棟札十三枚（以上全て京都府指定有形文化財）
- 丹後震災記念館〔京丹後市〕
- 売布神社本殿〔京丹後市〕
- 神谷神社本殿〔京丹後市〕
- 神谷神社参考館（旧久美浜県庁舎御玄関棟）〔京丹後市〕

### 美術工芸品
- 鹿王院文書〔京都市右京区〕
- 九世戸縁起〔宮津市智恩寺〕
- 本願寺木造阿弥陀如来立像〔京丹後市〕
- 成願寺木造薬師如来及両脇侍像〔京丹後市〕
- 縁城寺金銅装笈〔京丹後市〕
- 溝谷神社石燈籠〔京丹後市〕
- 圓頓寺熊野十二社権現懸仏〔京丹後市〕
- 圓頓寺惣門再興勧進状〔京丹後市〕
- 圓頓寺銅経筒〔京丹後市〕
- 如意寺木造扁額〔京丹後市〕
- 宗雲寺玄圃霊三関係資料〔京丹後市〕
- 三坂神社墳墓群出土品〔京丹後市〕
- 大田南2号墳出土品〔京丹後市〕
- 赤坂今井墳墓出土品〔京丹後市〕
- 左坂経塚出土品〔京丹後市〕

## 無形文化財
- 丹後二俣紙〔福知山市〕

## 民俗文化財

### 有形民俗文化財
- 大原の産屋〔福知山市〕

### 無形民俗文化財
- 大送神社の綱引き〔南丹市〕
- 伊根祭〔伊根町〕
- 丹波の漆掻き〔福知山市〕
- 額田のダシ行事〔福知山市〕
- 黒部の踊子〔京丹後市〕
- 舟木の踊子〔京丹後市〕
- 東一口のトンド〔久御山町〕
- 東一口の双盤念仏〔久御山町〕

## 史跡
- 下司古墳群・大御堂裏山古墳〔京田辺市〕
- 長者森古墳〔福知山市〕
- 坊田古墳群〔南丹市〕
- 湧田山古墳群〔京丹後市〕
- 大宮売神社境内〔京丹後市〕
- 黒部銚子山古墳〔京丹後市〕
- 遠處遺跡製鉄工房跡〔京丹後市〕
- 高山12号墳〔京丹後市〕
- 湯舟坂2号墳〔京丹後市〕
- 常立寺峯山藩主京極家墓所〔京丹後市〕

## 名勝
- 両足院庭園〔京都市東山区〕
- 江西寺庭園〔宮津市〕
- 妙円寺庭園〔宮津市〕
- 成相寺のタブノキ〔宮津市〕
- 三上家庭園〔宮津市〕
- 宗雲寺庭園〔京丹後市〕

## 天然記念物
- 旧府知事公舎のエノキ〔京都市上京区〕
- 下黒田の伏条台杉群〔京都市右京区〕
- 石清水八幡宮御文庫のクスノキ及び神楽殿のクスノキ〔八幡市〕
- 地蔵院のシダレザクラ[4]〔綴喜郡井手町〕
- 当尾の豊岡柿〔木津川市〕
- 八坂神社のスギ〔相楽郡和束町〕
- 朝倉神社のスギ〔南丹市〕
- 質志鍾乳洞〔船井郡京丹波町〕
- 君尾山のトチノキ〔綾部市〕
- 才ノ神のフジ〔福知山市〕
- 夜久野玄武岩柱状節理〔福知山市〕
- 成相寺のタブノキ〔宮津市〕
- アベサンショウウオ基準産地〔京丹後市〕
- 立岩〔京丹後市〕
- 神宮寺のコウヤマキ〔与謝郡与謝野町〕
- 滝のツバキ〔与謝郡与謝野町〕

## 文化財環境保全地区
- 当尾磨崖仏文化財環境保全地区〔木津川市〕※昭和60年度決定
- 高倉神社文化財環境保全地区〔綾部市〕※平成13年度決定